# Parlementaire enquête naar het regeringsbeleid in de Tweede Wereldoorlog
Tussen 1947 en 1956 werd een parlementaire enquête gehouden naar het functioneren van de regering voorafgaande aan en tijdens de Tweede Wereldoorlog. Nadat het Tweede Kamerlid Marinus van der Goes van Naters het voorstel opperde een enquête te houden, werd op 6 november 1947 besloten de enquête te houden.

## Aanleiding en gevolg
Directe aanleiding voor de enquête was het feit dat in mei 1940 het parlement buiten werking was gesteld en op de regering, destijds in Londen in ballingschap, geen controle uitgevoerd kon worden. De rol van de koningin stond echter niet ter discussie tijdens de verhoren en in de conclusies van de commissie. Hierdoor was vanaf het eerste begin van de enquête al duidelijk dat niet alle feiten op tafel zouden komen. Het was immers bekend dat tijdens de bezettingsjaren Koningin Wilhelmina zelfstandig besluiten had genomen en ministers had ontslagen. Dit zijn zaken waarvoor in het normale staatsbestel geen rol van betekenis het staatshoofd is weggelegd.
Ondanks het feit dat niet alles boven tafel kwam, was de enquête van groot belang. Dit mede omdat getuigenissen werden opgetekend, die anders niet bekend geworden waren. Niet in de laatste plaats was de enquête hét bewijs dat de parlementaire democratie in Nederland weer goed functioneerde. In de hele eerste helft van de 20e eeuw had nog geen parlementaire enquête plaatsgevonden. De macht van de Tweede Kamer werd hiermee opnieuw bekrachtigd.
In totaal werden acht deelrapporten gepubliceerd door de commissie. In principe draaide de enquête om militair beleid, financieel beleid, economisch beleid, de democratie na de oorlog, ministers en kabinetten, hulp aan Nederlander, buitenlandse contacten, geheime dienst, verbindingen met bezet gebied en de neutraliteit van Nederland in de aanloop naar de oorlog. In totaal werden 850 mensen gehoord.

## Onderzoek
Het onderzoek van de commissie was verdeeld over drie subcommissies; Algemeen, Militair beleid en Financieel-Economisch beleid. De commissie had haar eigen staf en maakte gebruik van verschillende bronnen, waaronder gegevens van het RIOD, de krijgsmacht en het strafproces tegen oud-premier Dirk Jan de Geer. Bij de instelling van de commissie werd een duur van een jaar aangehouden voor de enquête, maar dit werd tijdens de werkzaamheden verlengd tot 1956.
In totaal werden 850 getuigen opgeroepen. Hieronder waren de ministers uit de oorlogskabinetten, vertegenwoordigers van het politieke en militaire verzet, leidinggevende militairen (zoals de generaals Izaäk Reijnders en Henri Winkelman), oud-Tweede Kamerleden, vertegenwoordigers van het bedrijfsleven (bijvoorbeeld van de koopvaardij), de secretarissen-generaal, provinciale en gemeentelijke bestuurders en de leiders van de Nederlandse Unie. Ook enkele Duitsers werden gehoord. Er werden zowel getuigen als deskundigen opgeroepen. Ook werd onderzoek in Nederlands-Indië gedaan.

## Eindconclusies
De verschillende onderdelen van de enquête werden ieder afgesloten met conclusies. Over de conclusies was geen onderlinge verdeeldheid in de commissie. Alleen de vraag of ex-krijgsgevangen deel hadden mogen nemen aan het verzet bleef een discussiepunt. Over de wijze waarop de regering zou moeten uitwijken werden enkele aanbevelingen gedaan.
De commissie bracht acht deelrapporten uit, in totaal 19 boekdelen, waarin de verslagen en conclusies zijn te vinden. De stukken worden bewaard in het Nationaal archief.

## Enquêtecommissie

### Voorzitters
- Leendert Donker (PvdA), tot september 1952
- Jan Schilthuis (PvdA), van september 1952 tot juli 1956
- Theo Koersen (KVP), vanaf juli 1956

### Leden
- Theo Koersen (KVP), tot juli 1956
- Gustave Alexander Marie Joannes Ruijs de Beerenbrouck (KVP), tot juli 1948
- Alexander Fiévez (KVP), van juli 1948 tot april 1949 (overleden)
- Theo de Graaf (KVP), van juni tot november 1949
- Johannes Fens (KVP), vanaf november 1949

- Siep Posthumus (PvdA), sedert juli 1952
- Jan Schilthuis (PvdA), tot september 1952
- Nico Stufkens (PvdA), sedert september 1952
- Theo van Lier (PvdA), sedert juli 1956

- Jacob Algera (ARP), tot september 1952
- Jan Fokkema (ARP), sedert september 1952
- Christine Wttewaall van Stoetwegen (CHU)
- Henk Korthals (VVD)
- Benno Stokvis (CPN), tot juli 1952